# جريدة بيان اليوم
بيان اليوم هي صحيفة مغربية يومية باللغة العربية أسسها الأمين العام الأول علي يعته لحزب التقدم والاشتراكية سنة 1972 ، كما أسس نظيرتها باللغة الفرنسية ALBAYANE ( البيان) في نفس السنة .